# Тагиров, Афзал Мухитдинович
Афзал Мухитдинович Тагиров (баш. Афзал Мөхитдин улы Таһиров; 1890—1937) — государственный и общественный деятель, председатель ЦИК БАССР (1931—1937), татарский и башкирский советский писатель, прозаик и драматург. Заслуженный деятель советской литературы и искусства Башкирской АССР (1934).

## Биография
Тагиров Афзал Мухитдинович родился 25 октября 1890 года в деревне Абдрахманово Бугульминского уезда Самарской губернии (ныне Альметьевского района Татарстана). В списках жертв политического террора указана национальность А. М. Тагирова — башкир.
Начальное образование получил в родном селе. В 1905—1906 годах обучался в медресе «Марджания» (г.Казань), а в 1910—1911 годах — в медресе «Хусаиния» (г.Оренбург).
С 1911 года Тагиров служил в рядах Русской императорской армии участвовал в Первой мировой войне (1914—1918) и Гражданской войны (1918—1920).
С 1920 года являлся редактором татарской газеты «Юксыллар сүзе» («Слово бедняков», «Слово трудящихся», «Слово пролетариата», г. Оренбург). С 1921 года заведовал агитационно-пропагандистским отделом Самаркандского областного комитета РКП(б).
В 1922—1925 годах являлся председателем Хорезмского центрального комитета РКП(б) и в то же время — редактором газеты «Инкилоб куяши», принимал участие в борьбе за установление власти Советов в Средней Азии. В 1927 году окончил курсы при Коммунистической академии в Москве. В 1928 году начал работать секретарем партколлегии Башкирского областного комитета ВКП(б).
В 1931 году Афзала Мухитдиновича избирают председателем ЦИК Башкирской АССР. В то же время, с 1934 года, являлся председателем Союза писателей БАССР. С 1932 года — член Президиума ВЦИК СССР (1932—1937).
С 1936 года работал директором Башкирского научно-исследовательского института языка и литературы.
Тагиров Афзал Мухитдинович был репрессирован как «башкирский националист». Арестован 16 августа 1937 г. Расстрелян по Сталинскому расстрельному списку 27 сентября 1937 года по приговору ВКВС СССР. Место захоронения — неизвестное место Донского кладбища.  Реабилитирован посмертно ВКВС СССР 12 мая 1956 года.

## Писательская деятельность
Литературную деятельность начал в 1907 году.
- Комедия «Бисура» (1907), разоблачающая религиозные невежество и предрассудки.
- Повесть «Босяки» (1915—1916), написанная под влиянием М. Горького, посвящена жизни сезонных рабочих.
- Драмы «Алатау» (1921—1922, поставлена 1932—1936), «В переходный период» (1923)
- Повести «Первые дни» (1927, опубликована 1929), «Протоки могучей реки» (1928) отражены революционные события в Поволжье и Средней Азии, в повестях «Фабрика зерна» (1929, рус. пер. 1930), «Комсомол» (1928, опубликована 1929, рус. пер. 1931) — коллективизация, в повести «Кровь машин» (1932—1933, рус. пер. 1935) — открытие башкирской нефти.

Тагиров Афзал является одним из зачинателей жанра романа в башкирской литературе. Его трилогия «Солдаты» (ч. 1—2, 1932—1933, рус. пер. 1933), «Красногвардейцы» (1934—1935, рус. пер. 1935) и «Красноармейцы» (1937, рус. пер. 1961) показывает приход народных масс к революции и борьбу за упрочение Советской власти.
Произведения Тагирова Афзала Мухитдиновича переведены на многие языки народов СССР.

## Память
- Его именем названа улица в городах Октябрьский, Уфа и Учалы.

## Книги

### На татарском языке
- أ‍ﻪفزار تا‍‍هیرف أ‍ﻪتر‍ﻪگ‍ﻪ‍ل‍ﻪمل‍ﻪر,حیك‍ﻪی‍ﻪ, م‍ﻪسك‍‍ﻪی‍ﻪ 1927 (татар.)
- Tahirof, Әfzal. Igen fabrige : xikәjә / Ә. Tahirof .— Mәskәy : SSSR xalqlarьnьñ yzәk nәşriatь, 1930 .— 119 b. (татар.)
- Tahirof, Әfzal. Yrnәk : 4 pәrdәdә, 7 kartinada : kolxoz tөzeleşennәn alьnьp jazlgan piesa / Ә. Tahirof .— Qazan : Tatizdat, 1931 .— 52 b. (татар.)
- Tahirof, Әfzal. Komsomol : xikәjә / Ә. Tahirof .— Mәskәy : Sintrizdat, 1931 .— 84 b. (татар.)
- Tahirof, Әfzal. Şturvalcь / Ә. Tahirof. — Qazan ; Mәskәy : Tatizdat, 1932. — 79 b. (татар.)
- Tahirof, Әfzal. Soldatlar / A. Tahirof .— Qazan : Tatizdat, 1933. Kit. 1-2 .— 1933 .— 286 b.: portr. (татар.)
- Tahirof, Әfzal. Jәmәlkә tauь : Pugacoftan qalgan arxif materiallarь bujnca : xikәjә / A. Tahirof .— Qazan : Tatgosizdat, 1933 .— 46 b. — (Massa kөtpxanәse). (татар.)
- Tahirof, Әfzal. Xikәjәlәr / A. Tahirof .— Qazan : Tatgosizdat, 1935. — 267 b. (татар.)
- Таһиров, Афзал. Кызылармеецләр : Роман / Баш сүз авт. М.Гайнуллин. — Өфе : Башкорт.кит.нәшр., 1962 .— 268б. (татар.)
- Таһиров Афзал Мөхетдин улы. Сайланма әсәрләр : роман, повесть, хикәяләр / А. М. Таһиров. — Казан: Рухият, 2008. — 471, [1] б. : портр. — ISBN 978-5-89706-116-7. (татар.)

### На башкирском языке
- Әҫәрҙәр. 1 т. — Өфө: Башгиз, 1932. — 319 б.
- Әҫәрҙәр йыйылмаһы. 2 т. — Өфө: Башгиз, 1934. — 258 б.
- Һайланма әҫәрҙәр. 1—3 т. — Өфө: Башкнигоиздат, 1958—1959:
  - 1 т. Повестәр, хикәйәләр һәм очерктәр. — 1958. — 546 б.
  - 2 т. «Һалдаттар» романы. — 1958. — 474 б.
  - 3 т. «Ҡыҙылармеецтар» романы, повесть һәм пьесалар. — 1959. — 593 б.
- Бәләкәс Әхәт хикәйәһе. Балалар өсөн пьеса, 3 шршауҙа. — Өфө: Башюниздат, 1934. — 24 б.

### На русском языке
- Комсомол. Рассказ. Пер. с башкир. Н. Газизова. — Уфа: Башгиз, 1932. — 103 с.
- Фабрика зерна. Повесть. Пер. с башкир. Н. Газизова и С. Мухтарова. — М.; Л.: ГИХЛ, 1933. — 96 с.
- Солдаты. Авториз. обработка по подстрочнику с башкир. Вступит. статья от редакции. — М.: ГИХЛ, 1934. — 207 с.
- Кровь машин. Повесть. Ч.1. Пер. с башкир. Н. Газизова. — Уфа: Башгиз, 1935. — 81 с.
- Красногвардейцы. Роман. Пер. с башкир. — М: Гослитиздат, 1935. — 192 с.
- Солдаты. Авториз. пер. Изд. 2-е. — М: Гослитиздат, 1935. — 384 с.
- Красногвардейцы. Роман. Пер. с башкир. Изд. 2-е. — М: Гослитиздат, 1936. — 165 с.
- Солдаты. Подстрочный пер. с башкир. Н. Газизова и Галиева. Изд. 2-е испр. — М: Гослитиздат, 1936. — 296 с.
- Красногвардейцы. Роман. Пер. с башкир. Галиева. — М: Гослитиздат, 1937. — 222 с.
- Красногвардейцы.— Красноармейцы. Роман. Пер. с башкир. Преисл. М. Ф. Гайнуллина. — М: Советский писатель, 1961. — 374 с.

### На чувашском языке
- Машинӑсен юнӗ. — Ӗпхӳ, 1937. — 71 с.